# Antonio Mola
Antonio Mola (Napoli, 26 ottobre 1924 – Napoli, 31 dicembre 2012) è stato un politico italiano.

## Biografia
Nato a Napoli nel 1924, fu senatore dal 1976 al 1983 per il Partito Comunista Italiano.